# 謝佑 (嘉靖進士)
謝佑（1507年—？），字德夫，湖廣荊州府松滋縣人，民籍，明朝政治人物。

## 生平
嘉靖十年（1531年）辛卯科湖廣鄉試第八十二名舉人。嘉靖十四年（1535年）中式乙未科會試第二百八十三名，登第二甲第五十五名進士。

## 家族
曾祖謝榮；祖父謝茂，曾任布政司檢校 封監察御史；父謝珊，曾任監察御史。母胡氏（封孺人）。慈侍下。